# Hans-Peter Neuhaus
Hans-Peter Neuhaus (* 18. Juni 1945 in Stebbach, Heilbronn) ist ein früherer Handballnationalspieler aus Dortmund. Zwischen 1966 und 1972 bestritt der Rückraumspieler 79 Länderspiele und warf dabei 41 Tore. (In Spielerlisten wird er teilweise auch als Peter Neuhaus geführt.) Höhepunkt seiner Sportkarriere war die Teilnahme an der Olympiapremiere des Hallenhandballs bei den Sommerspielen 1972 in München, wo er bei allen sechs Spielen der bundesdeutschen Auswahl zum Einsatz kam. Nach seiner aktiven Zeit als Spieler war Hans-Peter Neuhaus auch als Trainer in der Handball-Bundesliga tätig und arbeitet heute als Jugendtrainer.

## Sportlicher Werdegang
Hans-Peter Neuhaus begann seine sportliche Laufbahn 1961 in der Handball-Abteilung der ÖSG Viktoria 08 Dortmund und spielte in der Kreis-, Westfalen- und Juniorenauswahl. Es war eine kleine Sensation im deutschen Handball, dass er als 1965 Bezirksligaspieler eine Länderspieleinladung erhielt. Es folgte eine Karriere in der Nationalmannschaft und als Bundesliga-Spieler beim TuS 05 Dortmund-Wellinghofen, wo er von 1966 bis 1976 aktiv war. Es war noch bis 1972 üblich, dass im Sommer Feldhandball und in der Wintersaison Hallenhandball gespielt wurde. Für beide Spielarten gab es je eine zweigleisige Bundesliga. Mit seinem Stammverein wurde Hans-Peter Neuhaus in der Saison 1971 der Feldhandball-Bundesliga und in der Saison 1973/74 der Hallenhandball-Bundesliga Deutscher Vizemeister.
Hans-Peter Neuhaus nahm an der Weltmeisterschaft 1970 in Frankreich teil, bei der die Auswahl den 5. Platz belegte. Nach den Olympischen Spielen 1972 in München, bei der die Auswahl den 6. Platz belegte, beendete Hans-Peter Neuhaus seine internationale Laufbahn.
Nach Abschluss der aktiven Zeit als Spieler wurde Hans-Peter Neuhaus ein renommierter Handballtrainer. Den OSC Dortmund trainierte er von 1976 bis 1982 und von 1987 bis 1992 und führte den Verein in der Saison 1980/81, wenn auch nur für eine Spielzeit, in die 1. Bundesliga. Erfolgreich war er auch beim TSC Eintracht Dortmund (1982–1987) und der HSG Schwerte/Westhofen (1992 bis 1998), die er aus unteren Ligen bis in die Regionalliga führte. Trotz der beruflichen Beanspruchung als Wohnungsamtsleiter in Dortmund wirkte er noch regelmäßig als Stützpunkttrainer im Jugendbereich. Im Ruhestand weitete er diese Tätigkeit wieder aus und übernahm zur Saison 2012/13 das Training der A-Jugend des OSC Dortmund. In der Saison 2016/17 schaffte er mit dieser Mannschaft den Aufstieg in die Verbandsliga.

## Beruflicher Werdegang
Hans-Peter Neuhaus war vom Berufseinstieg am 1. April 1961 bis zur Verabschiedung zum 30. Juni 2012 über 51 Jahre in der Stadtverwaltung Dortmund tätig. Seit 1968 im Wohnungsamt, ab 1987 dort als stellvertretender Amtsleiter. Seit 1994 führte Hans-Peter Neuhaus die Behörde als Leitender Städtischer Verwaltungsdirektor. Er vertrat die Stadt Dortmund im Arbeitskreis „Wohnungswesen des Städtetages Nordrhein-Westfalen“ (Vorsitzender) und in der gleichnamigen Fachkommission des Deutschen Städtetages.